# Comité Olímpico Caboverdiano
Das Comité Olímpico Caboverdiano (COC) ist das Nationale Olympische Komitee (NOK) des afrikanischen Inselstaats Kap Verde. Es residiert in der Rua da UCCLA, in Achada de Santo António, einem Stadtviertel der Hauptstadt Praia.
Präsidentin des COC ist Filomena Fortes (Stand 2014).
Das COC ist u. a. Mitglied im Verband der afrikanischen NOK, der ANOCA, und in der Vereinigung der Portugiesischsprachigen Olympischen Komitees, der ACOLOP.

## Geschichte
Das Land war seit seiner Entdeckung und Besiedlung ab 1445 eine portugiesische Kolonie und hatte daher keine eigene olympische Vertretung, bis zu seiner Unabhängigkeit 1975. Das NOK Kap Verdes wurde 1989 gegründet. 1993 erfolgte die Anerkennung durch das Internationale Olympische Komitee (IOC). Seit den Olympischen Sommerspielen 1996 nahm das Land an allen Sommerspielen teil. Ein Medaillengewinn ist ihm dabei noch nicht gelungen. Zu Winterspielen entsandte das Land bisher keine Athleten. (Stand jeweils 2014)
Das COC gehörte 2004 zu den Gründungsmitgliedern der ACOLOP. Seither nahm das Land an allen Jogos da Lusofonia teil, den von der ACOLOP veranstalteten Spielen der Gemeinschaft der Portugiesischsprachigen Länder. Bei jeder Teilnahme gelang Kap Verde dabei der Gewinn mehrerer Medaillen, inklusive jeweils einer Goldmedaille.

## Mitglieder
Dem COC sind die wichtigsten Sportverbände des Landes angeschlossen. Dazu gehören insbesondere:
- Federação Caboverdiana de Andebol (Handballverband)
- Federação Caboverdiana de Atletismo (Leichtathletikverband)
- Federação Caboverdiana de Basquetebol (Basketballverband)
- Federação Caboverdiana de Futebol (Fußballverband)
- Federação Caboverdiana de Taekwondo (Taekwondo-Verband, seit 2014)
- Federação Caboverdiana de Voleibol (Volleyballverband)